# Truppenteil
Truppenteile (TrT) sind Gliederungen oder Formationen des Militärs, also der Gesamtheit aller Verteidigungskräfte eines Landes.

## Gliederung
In Deutschland üblich ist die Gliederung der Truppenteile wie folgt:
- Teileinheiten
- Einheiten
- Verbände
- Großverbände

### Ausnahmen von der herkömmlichen Terminologie
Zentren sowie Kommandos lassen sich keiner bestimmten Gruppe von Truppenteilen (s. o.) zuordnen. Je nach Truppenteil wird unterschiedlich entschieden. Beispiele hierfür sind folgende:
- das KSK sowie das Kommando Schnelle Einsatzkräfte Sanitätsdienst sind äquivalent zur Brigade
- das Heerestruppenkommando hatte Größe und Umfang einer Division
- die dem Ausbildungszentrum Munster unterstellten Ausbildungszentren der Heeresaufklärungs-, der Heeresflugabwehr- und der Panzertruppen sind (aufgrund ihrer Geschichte) mit Schulen vergleichbar und haben deshalb den Rang eines Regiments

Bei bestimmten Truppenteilen ist eine genaue Zuordnung nicht möglich. Ein Beispiel ist das neu eingerichtete Ausbildungszentrum Munster. Über die genaue Größe lässt sich nur spekulieren; da der Truppenteil drei mit Schulen vergleichbare Zentren sowie Unterstützungselemente umfasst, hätte es theoretisch die Größe einer Brigade. Das Heer macht darüber jedoch keine genaueren Angaben. Ähnlich verhält es sich mit dem SEK M: Vorgänger waren die Waffentauchergruppe und das Bataillon Spezialisierter Kräfte – beides Verbände.

### Änderungen

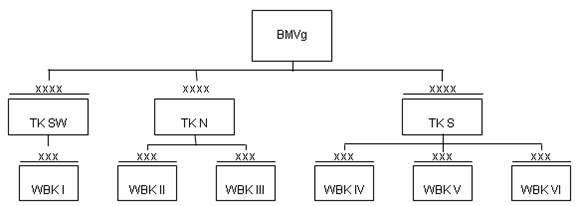
Gliederung des Territorialheeres 1969–1992

Das Wehrbereichskommando (WBK) hatte bis 1992 (Heeresstruktur IV) die Größe eines Korps (vergleiche Territorialheer). Übergeordneter Großverband war das Territorialkommando. Nach Ende des Ost-West-Konflikts und im Zuge der neuen sicherheitspolitischen Ausrichtung der Bundesrepublik Deutschland wurden in der Heeresstruktur V Wehrbereichskommandos und Divisionen gleichgeschaltet und einem Korps unterstellt. Mit diesem Schritt stufte man das WBK auf eine Division herab. Als solche wird sie heute weiter aufgelistet.

## Teileinheiten
Teileinheiten sind die kleinsten Truppenteile.
| Militärisches Symbol | Name                            | Truppenstärke | Unterstellte Truppenteile | Führung                                                                                    |
| -------------------- | ------------------------------- | ------------- | ------------------------- | ------------------------------------------------------------------------------------------ |
|                      | Staffel                         | 25–180        | bis zu 3 Züge             | Hauptmann / Oberleutnant / Leutnant                                                        |
|                      | Hörsaal / Schwarm / Kette / Zug | 13–60         | 2 bis 4 Gruppen           | Hauptmann / Oberleutnant / Leutnant / Oberstabsfeldwebel / Stabsfeldwebel / Hauptfeldwebel |
|                      | Gruppe / Halbzug / Rotte        | 8–12          | 2 bis 4 Trupps            | Oberfeldwebel / Feldwebel / Stabsunteroffizier / Unteroffizier                             |
|                      | Trupp                           | 2–7           | keine                     | Unteroffizier / Oberstabsgefreiter / Stabsgefreiter / Hauptgefreiter                       |

### Trupp
Die kleinste Teileinheit ist der Trupp mit zwei bis sieben Soldaten. Geführt wird er von einem Truppführer. Bei motorisierten, mechanisierten oder fliegenden Waffengattungen haben Besatzungen die taktische Größe eines Trupps (z. B. die Besatzung eines Spähwagens Fennek, Ausnahme: Panzertruppe). Die Bedienmannschaften von Geschützen oder Mörsern haben ebenfalls die Größe eines Trupps.
Im Feldjägerwesen und im Bereich der Wach- und Ordnungsdienste der Bundeswehr werden Trupps als Streife bezeichnet und bestehen grundsätzlich aus zwei Soldaten/ausgebildeten Feldjägern. Drei Soldaten/ausgebildete Feldjäger bilden eine verstärkte Streife.
Bei der Kavallerie, die es in Deutschland heute so nicht mehr gibt, war die kleinste Teileinheit der Abmarsch.

### Gruppe
Eine Gruppe setzt sich aus mindestens zwei, maximal vier Trupps zusammen. Sie umfasst acht bis zwölf Soldaten.
Da es in der Panzertruppe keine Trupps gibt, werden zwei Panzerbesatzungen zu einem Halbzug zusammengefasst. Zwei Halbzüge bilden einen Zug mit vier Fahrzeugen.
| \| \| \| \| \| \| \| \|     |  |  |
| (feindlicher Panzerhalbzug) |  |  |
|                             |  |  |
|                             |  |  |

### Zug
Der Zug ist häufig die größte Teileinheit unterhalb einer Einheit wie der Kompanie. Er umfasst 13 bis 60 Soldaten, seltener 16 (bei der Panzertruppe und Kommando Spezialkräfte) und wird von einem Zugführer geführt. Dieser kann sowohl ein Offizier als auch ein Feldwebel sein. In der Regel werden Züge mit römischen Ziffern durchnummeriert.
Ein Hörsaal ist der kleinste Truppenteil einer Schule. Er gliedert sich in Gruppen. Mehrere Hörsäle bilden eine Inspektion.

### Staffel
Eine Staffel ist etwa halb so groß wie eine Einheit (Kompanie oder Batterie). Sie umfasst mehrere Züge oder Gruppen einer bestimmten Waffengattung (z. B. Instandsetzungs- oder Umschlagstaffel als Teil einer Versorgungskompanie der Heereslogistiktruppen, Geschützstaffel als Teil einer Artillerie-Batterie).
Bei der Luftwaffe und den Heeresfliegern ist die Staffel dagegen ein Kompanieäquivalent.

## Einheiten
Bataillone, seltener Regimenter (sofern keine Bataillonsebene vorhanden) gliedern sich in Einheiten.
| Militärisches Symbol | Name | Truppenstärke | Unterstellte Truppenteile | Führung              |
| -------------------- | --- | ------------- | ------------------------- | -------------------- |
|                      | Batterie / Boot / Eskadron / Inspektion / Kolonne / Kompanie / Hauptabschnitte eines Schiffs (Bspw. HA 400 = Versorgung, Stabsdienst, Smuts) / Sektor / Staffel | 60–300        | 2 bis 6 Züge              | Hauptmann oder Major |

Siehe dazu auch

### Kompanie
Die Kompanie ist ein Truppenteil der Größe von 60 bis 250 Soldaten. Sie umfasst zwei bis sechs Züge und wird von einem Kompaniechef (in Österreich und der Schweiz Kompaniekommandant) im Rang eines Hauptmanns oder Majors geführt. Je nach Waffengattung und Teilstreitkraft gibt es unterschiedliche Bezeichnungen:
- die Artillerie verwendet den Begriff Batterie, ebenso die ehemalige Heeres-Flugabwehr (historisch gesehen aus der Artillerie entstanden)
- Schiffe und Boote der Seestreitkräfte sind schwimmende Einheiten
- bei der Kavallerie war die kleinste Einheit die Eskadron bzw. Schwadron
- die Lehrgruppen einer Schule gliedern sich in Inspektionen
- der Begriff Kolonne war bis 1945 für logistische Truppenteile üblich (siehe Train)
- Sektor werden ortsfeste Einheiten der Fernmeldetruppe genannt
- Heer, Luftwaffe und Marine bezeichnen ihre fliegenden Einheiten als Staffel, auch die Flugabwehrraketengruppen der Luftwaffe verwenden diese Bezeichnung

## Verbände
Zu den Verbänden gehören das Bataillon und das Regiment.
| Militärisches Symbol | Name                                                                                             | Truppenstärke | Unterstellte Truppenteile             | Führung                    |
| -------------------- | ------------------------------------------------------------------------------------------------ | ------------- | ------------------------------------- | -------------------------- |
|                      | Bereich / Bundeswehrkrankenhaus / Geschwader / Institut / Regiment / Schule                      | 2.000–3.000   | 2 bis 4 Bataillone 7 bis 10 Kompanien | Oberst oder Oberstleutnant |
|                      | Abschnitt / Abteilung / Bataillon / Bootsgeschwader / Lazarett / (Lehr)Gruppe / Schiff / Zentrum | 300–1.200     | 2 bis 7 Kompanien                     | Oberstleutnant             |

### Bataillon
Das Bataillon ist die kleinste Form eines Verbandes. Es umfasst mehrere Einheiten einer Waffengattung (z. B. Panzerbataillon, Pionierbataillon). Es kommt jedoch auch vor, dass es sich um einen gemischten Verband handelt. Dies ist bei Logistikbataillonen am deutlichsten zu sehen, die Truppenteile der Instandsetzungstruppe und Nachschubtruppe umfassen. Das Bataillon besteht aus 300 bis 1.000 Soldaten (beim Wachbataillon beim Bundesministerium der Verteidigung ca. 1800 Soldaten) unter Führung eines Bataillonskommandeurs, meist im Rang eines Oberstleutnants.
Je nach Teilstreitkraft oder Waffengattung gibt es weitere Begriffe:
- Artillerie-, Kavallerie- und Panzerregimenter waren bis 1945 in Abteilungen unterteilt. Der Unterschied zum Bataillon war der, dass Abteilungen nicht selbstständig auf dem Gefechtsfeld agierten, sondern i. d. R. von einem Verband, also dem Regiment, geführt wurden; die Abteilung umfasste lediglich eine bestimmte Zahl von Einheiten einer Waffengattung (sowie Unterstützungselemente). Heute gibt es diese Bezeichnung nur noch bei den Heeresfliegern. Ein Regiment dieser Truppe setzt sich jeweils aus einer Fliegenden und einer Luftfahrzeugtechnischen Abteilung zusammen. Die untergeordnete Bezeichnung, die der Einheit, ist abhängig von der Waffengattung.
- Die Fernmeldeaufklärungsbereiche des Kommandos Strategische Aufklärung unterteilen sich in einen mobilen und einen ortsfesten Verband. Letztgenannter trägt die Bezeichnung Abschnitt (siehe Fernmeldeaufklärungsabschnitt)
- Zu den Bootsgeschwadern zählen die schwimmenden Verbände der Minenstreitkräfte und Korvetten (früher Schnellboote). Ihre Besatzungen sind im Vergleich zu denen der Fregatten oder größeren Versorgern wesentlich kleiner.
- Bei den fliegenden Verbänden und den Flugabwehrraketenverbänden der Luftwaffe entspricht die Gruppe der Bataillonsebene.
- Die Gruppe findet sich ebenfalls bei den Schulen der Bundeswehr in Form von Lehrgruppen wieder.
- Die Kommandanten der deutschen Kriegsschiffe sind auf der disziplinarischen Stufe eines Bataillonskommandeurs.
- Der Terminus Zentrum wird häufig Ausbildungseinrichtungen gegeben. Sie unterstehen Schulen (Regimentsebene). Gegliedert sind die Ausbildungszentren in Inspektionen. Sanitätszentren gliedern sich in Sanitätsstaffeln.

### Regiment
Ein Regiment umfasst circa 2.000 bis 3.000 Soldaten. Bis in das 20. Jahrhundert waren Regimenter einer bestimmten Waffengattung üblich, z. B. ein Infanterieregiment oder ein Artillerieregiment. Diese führten drei, später vier Bataillone (bei der Artillerie und den Panzern Abteilungen genannt). Aufgrund von taktischen Überlegungen unterstellte man den Regimentern Unterstützungstruppen. Die herkömmliche Regimentsstruktur wurde aufgebrochen, so dass man in den westlichen Streitkräften zu Brigaden überging.
Aus Traditionsgründen tragen viele Verbände ausländischer Streitkräfte (z. B. in Frankreich, Großbritannien oder Italien) den Namen Regiment, obwohl von Form und Umfang eigentlich Bataillone gemeint sind. Dem Regiment können dementsprechend auch direkt Einheiten unterstellt sein. Die tatsächliche Größe hängt vom Truppenvolumen ab. Ein Beispiel hierfür ist das Jägerregiment 1.
Der Begriff Bereich wird bei den Fernmeldeaufklärungsbereichen des Kommando Strategische Aufklärung und bei den Einsatzführungsbereichen des Einsatzführungsdiensts der Luftwaffe verwendet.
Sowohl bei der Luftwaffe als auch bei der Marine existieren Geschwader. Fliegende Geschwader und Flugabwehrraketengeschwader organisieren sich in der Regel in zwei Gruppen.
Obwohl in der Marine heute nicht mehr so genau unterschieden wird, existieren zwei Klassen von Geschwader; lediglich das Schiffsgeschwader und nicht das Bootsgeschwader (!) ist äquivalent zum Regiment.
Eine Schule ist in der Bundeswehr mit dem Regiment äquivalent. Neben dem Schulstab umfasst sie ein bis vier Lehrgruppen, welche sich in Inspektionen unterteilen, sowie weitere Elemente. Bei den Truppenschulen des Heeres ist die Untergliederung in verschiedene Bereiche üblich, z. B. Bereiche Lehre und Ausbildung. Damit ist jedoch nicht das Truppenteil Bereich gemeint!

## Großverbände
Als Großverbände bezeichnet man heutzutage Truppenteile mit einer Stärke von mehr als 3.000 Soldaten. Ihre Aufgabe besteht in der Führung kleiner Feldformationen.
| Militärisches Symbol | Name                                 | Truppenstärke | Unterstellte Truppenteile      | Führung                                         |
| -------------------- | ------------------------------------ | ------------- | ------------------------------ | ----------------------------------------------- |
|                      | Oberkommando                         | 200.000       | 2+ Heeresgruppen               | General (historisch: Generalfeldmarschall)      |
|                      | Heeresgruppe                         | 100.000       | 2+ Armeen                      | General (historisch auch: Generalfeldmarschall) |
|                      | Armee / Führungskommando             | 50.000–60.000 | 2+ Korps                       | General (historisch auch: Generaloberst)        |
|                      | Amt / Korps / Luftwaffenkommando     | 30.000–80.000 | 2+ Divisionen                  | Generalleutnant                                 |
|                      | Division / Wehrbereichskommando      | 10.000–20.000 | 2 bis 6 Brigaden               | Generalmajor                                    |
|                      | Brigade / Flottille / Landeskommando | 3.000–5.000   | 2–4 Regimenter oder Bataillone | Brigadegeneral oder Oberst                      |

### Brigade
Die Brigade ist der kleinste Großverband. Mehrere Bataillone verschiedener Truppengattungen werden zu einem Truppenkörper zusammengefasst und bilden mit selbständigen Kompanien bzw. Batterien eine Brigade. Die Brigaden der Kampftruppe führen das Gefecht der verbundenen Waffen und umfassen 3.000 bis 5.000 Soldaten (KSK ca. 1.100) unter Führung eines Brigadekommandeurs, meist im Rang eines Brigadegenerals.
Korpstruppen waren in Deutschland je nach Waffengattung in einzelne Kommandos aufgeteilt (z. B. Artilleriekommando oder Pionierkommando). Diese hatten den Rang einer Brigade.
Bei den deutschen Luftstreitkräften gibt es keinen mit der Brigade vergleichbaren operativen Truppenteil. In einigen Nationen, z. B. Italien, ist es jedoch so, dass aus größeren fliegenden Formationen (Geschwadern) Fliegerbrigaden gebildet werden.
Mit der Aufstellung der Bundesmarine ist das maritime Äquivalent zur Brigade die Flottille. Sie führt mehrere Schiffs- oder Bootsgeschwader einer bestimmten Klasse (z. B. Zerstörerflottille oder Flottille der Minenstreitkräfte). Bei der Bundesmarine wurden bislang alle vorhandenen Einheiten gleichen Typs in jeweils einer Flottille zusammengefasst, womit sie in ihrer inneren Struktur eher Regimentern ähnelten. Die Einheiten der Flottillen wurden dann jeweils in Geschwadern taktisch geführt.
Die Geschwaderebene gab es bis 1945 bei den deutschen Seestreitkräften nicht – gleichartige schwimmende Einheiten waren in Flottillen zusammengefasst die etwa Größe und Funktion der heutigen Geschwader hatten. Insofern gab es bei der Kriegsmarine mehr Flottillen als die Bundesmarine beispielsweise führte. In der neuen Struktur der Deutschen Marine sind zukünftig zwei Einsatzflottillen vorgesehen, die nun entsprechend der Brigade aus verschiedenartigen Einheiten zusammengesetzt sind. Eine Flottille der Kriegsmarine gilt damit nicht als Großverband.

### Division
Eine Division umfasst etwa 10.000 bis 20.000 Soldaten und führt das Gefecht der verbundenen Waffen. Die Gliederung einer Division variiert: Bis in die Mitte des 20. Jahrhunderts waren der Division Regimenter überwiegend einer bestimmten Truppengattung und zusätzlich unterstützende Elemente unterstellt. Ab 1960 gliederten sich die Divisionen der westlichen Streitkräfte in Brigaden, die der kommunistisch orientierten Streitkräfte in Regimenter. Trotz unterschiedlicher Termini war das Konzept gleich: die Division führte neben den Brigaden / Regimentern der Kampftruppen immer auch Verbände der Führungsunterstützungs- und Kampfunterstützungstruppen.
In der Marine wird abweichend davon mit dem Begriff Division die Unterteilung eines Verbandes bezeichnet, also etwa ein Halbgeschwader.
Nach dem Ende des Kalten Krieges transformierten die meisten europäischen Nationen ihre (Land-)Streitkräfte. Aus sicherheitspolitischen und finanziellen Gründen bauten viele Länder ihre Streitkräfte zu Berufsarmeen um, was zu einer Verringerung der Zahl von aktiven Soldaten führte. Die Division verschwand teilweise als taktische Führungsebene und hat heute entweder eine überwiegend administrative Funktion (wie bei den britischen Streitkräften), oder wird weiterhin als taktische Führungsebene in Bereitschaft gehalten (wie bei den italienischen und französischen Streitkräften), jedoch ohne fest unterstellte Truppen. In Deutschland führen die Divisionen generell weiterhin die unterstellten Truppenteile. Dies gilt nicht für die laufenden Auslandseinsätze, da die einzelnen Kontingente wesentlich kleiner sind und somit keine Division geschlossen in einen Einsatz geht.

### Korps
Ein Korps ist ein Großverband des Heeres und umfasst in der Regel zwei bis drei Divisionen, Brigaden sowie Korpstruppen von 40.000 bis 80.000 Soldaten. Die Führung obliegt dem Kommandierenden General, meist im Rang eines Generalleutnants. In den westlichen Streitkräften sind Korps heute nur operative Planungs- und Führungsstäbe, häufig auf multinationaler Ebene, denen erst für den Einsatz Divisionen unterstellt werden. Beispiele sind hierfür das I. Deutsch-Niederländische Korps oder das Eurokorps.
Auch das Multinationale Kommando Operative Führung in Ulm wird als Korps geführt.
Des Weiteren sind die drei Fähigkeitskommandos der Luftwaffe auf dieser Ebene (XXX) angeordnet.

### Armee
Bis 1945 war Armee die Bezeichnung für einen Verband aus mehreren Korps mit ungefähr 200.000 Soldaten. Der übergeordnete Verband war früher die Heeresgruppe. Der Begriff existiert in der Bundeswehr heute nicht mehr.
Das Größensymbol zu diesem Truppenteil XXXX wird für die höchsten Führungskommandos der militärischen Organisationseinheiten verwendet.
Folgende höchste Führungskommandos (Höhere Kommandobehörden) existieren:
- Kommando Heer
- Kommando Luftwaffe
- Marinekommando
- Unterstützungskommando der Bundeswehr
- Kommando Gesundheitsversorgung der Bundeswehr
- Kommando Cyber- und Informationsraum

### Heeresgruppe
Als Heeresgruppe bezeichnet man eine operative Feldformation mit einer Truppenstärke von mehr als 100.000 Mann. Sie ist damit der größte operative Feldverband und führt mehrere Armeen. Eingeführt wurden Heeresgruppen im Ersten Weltkrieg, um die Massenarmee besser steuern zu können. Zunächst waren sie nach ihren Befehlshabern benannt. Im Zweiten Weltkrieg wurden sie mit Buchstaben oder geographischen Begriffen bezeichnet. Die NATO führte das Prinzip der Heeresgruppe während des Kalten Krieges fort (Bsp. Northern Army Group NORTHAG).

### Oberkommando
Oberkommando war bis 1945 die Bezeichnung für eine höhere Kommandobehörde. Gemeint waren damit die Führungsstäbe von Teilstreitkräften. In der Bundeswehr existiert dieser Begriff nicht mehr. Das „Oberkommando der Bundeswehr“ wäre heute das Bundesministerium der Verteidigung. Das „Oberkommando der deutschen Einsatzkräfte“ wäre das Einsatzführungskommando der Bundeswehr.

## Truppenteil NVA
Die Nationalen Volksarmee definierte den Truppenteil (kurz: TrT) als „Vereinigung mehrerer Einheiten einer oder verschiedener Waffengattungen“ (heute: Truppengattung). Dazu zählten Regimenter, Geschwader oder selbständige Bataillone (Abteilungen) gemäß Militärdoktrin des Warschauer Pakts.
In den NVA-Landstreitkräften wurde nach allgemeinem taktischen TrT und taktischem TrT unterschieden.
- allgemein taktischer Truppenteil: mot. Schützenregiment, Panzerregiment (da sich in ihrem Bestand, neben der bestimmenden Waffengattung (beispielsweise: mot. Schützentruppen oder Panzertruppen), auch Einheiten andere Waffengattungen befanden).
- taktischer Truppenteil: Umfassten im organisatorischen Aufbau ausschließlich Einheiten einer Waffengattung.

## Beispiele für Truppenteile der Bundeswehr
| Truppenteil Bw                 | Truppenteil Bw | Truppenteil Bw              | Truppenteil Bw                             | Truppenteil Bw             | Truppenteil Bw | Truppenteil Bw |
| XX                             | X              | III                         | II                                         | I                          | •••            | ••             |
| ------------------------------ | -------------- | --------------------------- | ------------------------------------------ | -------------------------- | -------------- | -------------- |
| Panzerdivision                 | Panzerbrigade  |                             | Panzerbataillon                            | Panzerkompanie             | Panzerzug      | Halbzug        |
|                                |                | Fernmeldeaufklärungsbereich | Fernmeldeaufklärungsabschnitt              | Fernmeldeaufklärungssektor |                |                |
|                                |                | Fliegendes Geschwader       | Fliegende/Technische Gruppe                | Staffel                    |                |                |
|                                |                | Heeresfliegerregiment       | Fliegende/Luftfahrzeugtechnische Abteilung | Staffel                    |                |                |
|                                |                | Schule                      | Lehrgruppe                                 | Inspektion                 | Hörsaal        | Gruppe         |
| Kommando Territoriale Aufgaben | Landeskommando | Bezirksverbindungskommando  | Kreisverbindungskommando                   |                            |                |                |